# Peltopsyche sieboldi
Peltopsyche sieboldi är en nattsländeart som beskrevs av Mueller 1879. Peltopsyche sieboldi ingår i släktet Peltopsyche och familjen smånattsländor. Inga underarter finns listade i Catalogue of Life.